# Memorial Hubert Wagner 2004
Il Memorial Hubert Wagner 2004 si è svolto dal 27 al 31 luglio 2004 a Olsztyn e Iława, in Polonia: al torneo hanno partecipato sei squadre nazionali e la vittoria finale è andata per la prima volta alla Russia.

## Squadre partecipanti
| Squadra     | Qualificazione      | Ultima partecipazione       |
| ----------- | ------------------- | --------------------------- |
| Australia   | Wild card           | Esordio                     |
| Paesi Bassi | Wild card           | Memorial Hubert Wagner 2003 |
| Polonia     | Paese organizzatore | Memorial Hubert Wagner 2003 |
| Polonia B   | Paese organizzatore | Esordio                     |
| Russia      | Wild card           | Memorial Hubert Wagner 2003 |
| Tunisia     | Wild card           | Esordio                     |

## Torneo

### Risultati
| 27 luglio 2004 ?, ? Durata: ? - Spettatori: ? | Paesi Bassi | 3 - 1 | Polonia B   | 25-22, 25-17, 30-32, 25-20        |
| 27 luglio 2004 ?, ? Durata: ? - Spettatori: ? | Russia      | 3 - 0 | Tunisia     | 25-15, 25-19, 26-24               |
| 27 luglio 2004 ?, ? Durata: ? - Spettatori: ? | Polonia     | 3 - 1 | Australia   | 25-23, 22-25, 25-21, 25-21        |
| 28 luglio 2004 ?, ? Durata: ? - Spettatori: ? | Paesi Bassi | 3 - 1 | Tunisia     | 30-32, 25-23, 25-19, 25-20        |
| 28 luglio 2004 ?, ? Durata: ? - Spettatori: ? | Polonia     | 3 - 2 | Polonia B   | 20-25, 24-26, 25-22, 31-29, 18-16 |
| 28 luglio 2004 ?, ? Durata: ? - Spettatori: ? | Russia      | 3 - 1 | Australia   | 25-20, 25-20, 20-25, 25-19        |
| 29 luglio 2004 ?, ? Durata: ? - Spettatori: ? | Polonia B   | 3 - 2 | Australia   | 20-25, 21-25, 25-23, 25-21, 15-10 |
| 29 luglio 2004 ?, ? Durata: ? - Spettatori: ? | Polonia     | 3 - 1 | Tunisia     | 25-23, 25-20, 22-25, 25-21        |
| 29 luglio 2004 ?, ? Durata: ? - Spettatori: ? | Russia      | 3 - 0 | Paesi Bassi | 31-29, 25-23, 25-19               |
| 30 luglio 2004 ?, ? Durata: ? - Spettatori: ? | Australia   | 3 - 0 | Tunisia     | 25-20, 25-15, 25-20               |
| 30 luglio 2004 ?, ? Durata: ? - Spettatori: ? | Polonia     | 2 - 3 | Paesi Bassi | 25-21, 21-25, 25-21, 23-25, 8-15  |
| 30 luglio 2004 ?, ? Durata: ? - Spettatori: ? | Russia      | 3 - 0 | Polonia B   | 25-14, 25-19, 25-21               |
| 31 luglio 2004 ?, ? Durata: ? - Spettatori: ? | Tunisia     | 3 - 1 | Polonia B   | 23-25, 25-14, 25-19, 28-26        |
| 31 luglio 2004 ?, ? Durata: ? - Spettatori: ? | Australia   | 3 - 1 | Paesi Bassi | 14-25, 25-19, 25-23, 25-16        |
| 31 luglio 2004 ?, ? Durata: ? - Spettatori: ? | Polonia     | 3 - 2 | Russia      | 14-25, 25-22, 17-25, 25-22, 15-11 |

### Classifica
| Pos | Squadra     | Pt | G | V | P | SV | SP | Ratio | PF  | PS  | Ratio |
| --- | ----------- | -- | - | - | - | -- | -- | ----- | --- | --- | ----- |
| 1   | Russia      | 9  | 5 | 4 | 1 | 14 | 4  | 3.500 | 431 | 363 | 1.187 |
| 2   | Polonia     | 9  | 5 | 4 | 1 | 14 | 9  | 1.556 | 510 | 509 | 1.002 |
| 3   | Paesi Bassi | 8  | 5 | 3 | 2 | 10 | 10 | 1.000 | 473 | 459 | 1.031 |
| 4   | Australia   | 7  | 5 | 2 | 3 | 10 | 10 | 1.000 | 442 | 436 | 1.014 |
| 5   | Polonia B   | 6  | 5 | 1 | 4 | 7  | 14 | 0.500 | 445 | 505 | 0.881 |
| 6   | Tunisia     | 6  | 5 | 1 | 4 | 5  | 13 | 0.385 | 397 | 426 | 0.932 |

## Classifica finale
| Pos | Squadre     | Qualificazione |
| --- | ----------- | -------------- |
|     | Russia      | -              |
|     | Polonia     | -              |
|     | Paesi Bassi | -              |
| 4   | Australia   | -              |
| 5   | Polonia B   | -              |
| 6   | Tunisia     | -              |